# Harbonnières
Harbonnières – miejscowość i gmina we Francji, w regionie Hauts-de-France, w departamencie Somma.
Według danych na rok 1990 gminę zamieszkiwało 1286 osób, a gęstość zaludnienia wynosiła 84 osoby/km² (wśród 2293 gmin Pikardii Harbonnières plasuje się na 221. miejscu pod względem liczby ludności, natomiast pod względem powierzchni na miejscu 187.).